# Taylorcraft Auster
El Taylorcraft Auster fue un avión militar británico de enlace y observación producido por la compañía Taylorcraft Airplanes (England) Limited durante la Segunda Guerra Mundial.

## Diseño y desarrollo

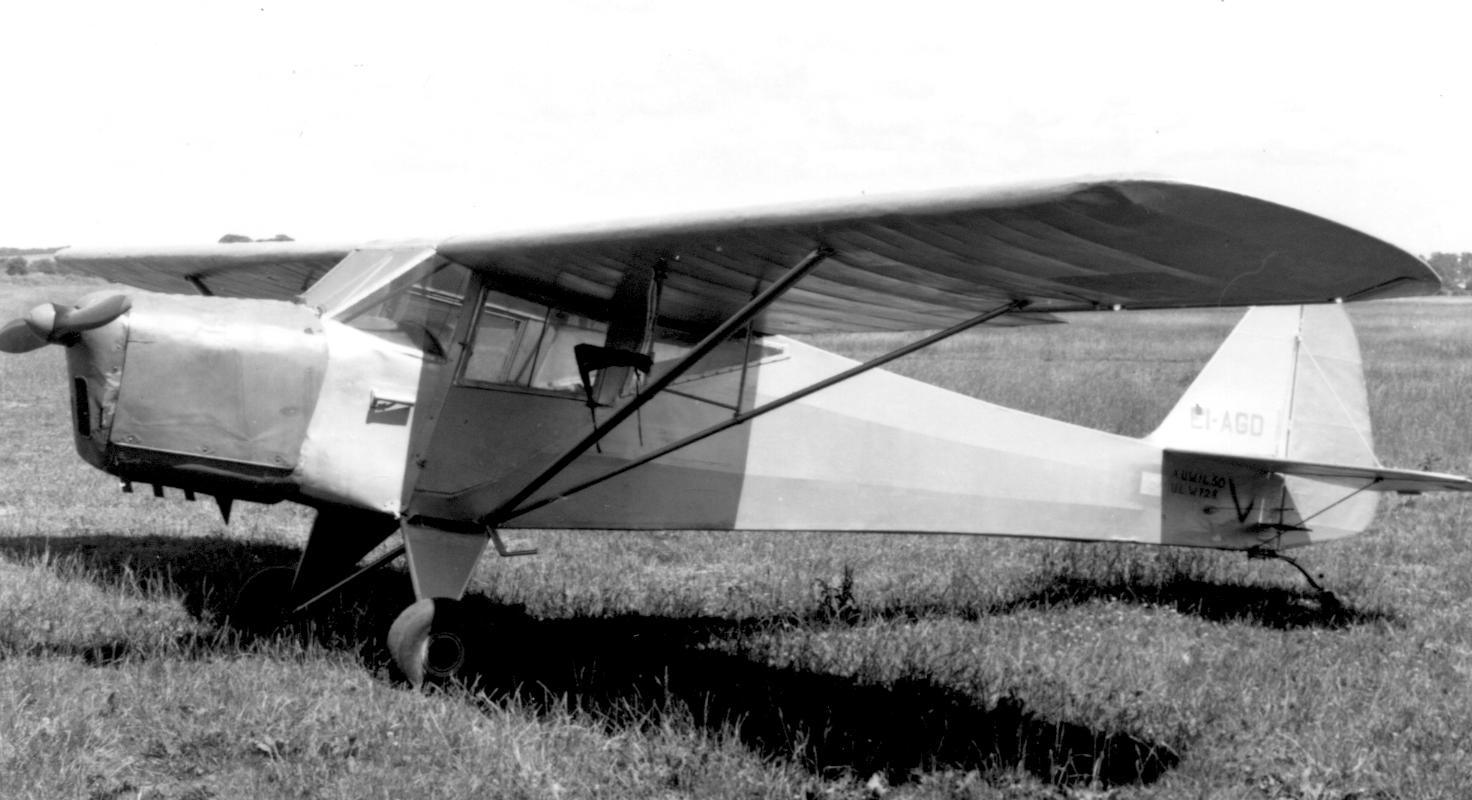
Taylorcraft C/2 de preguerra, requisado por la RAF en septiembre de 1941, visto en la posguerra.

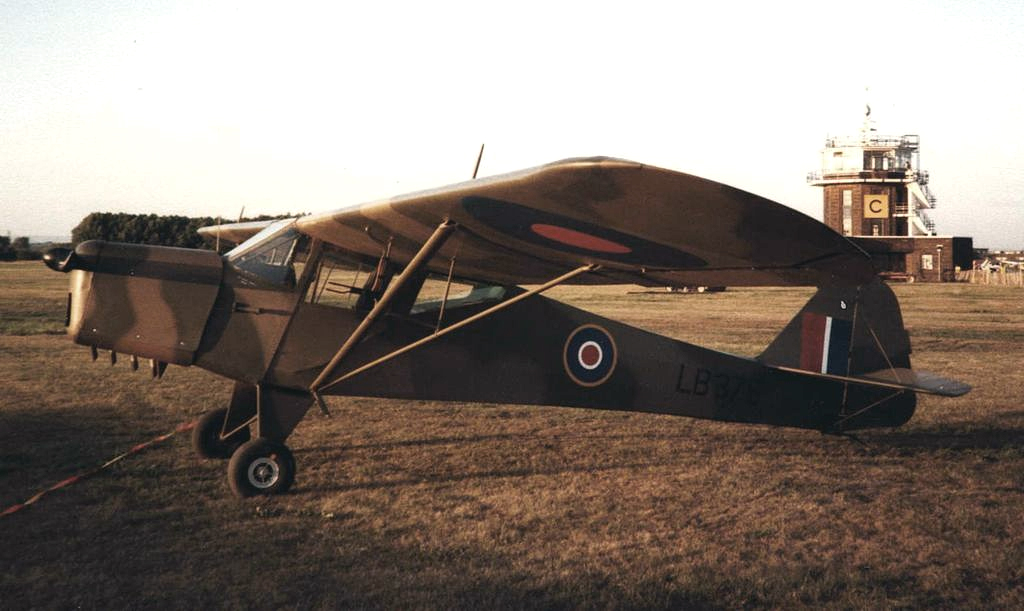
Auster I convertido en la posguerra al Taylorcraft Plus D, restaurado con colores de la época de guerra como LB382 del 653 Squadron de la RAF.

El Auster fue un desarrollo dos veces eliminado de un diseño de la estadounidense Taylorcraft de un avión civil, el Model A. El Model A tuvo que ser rediseñado en Gran Bretaña para cumplir con estándares de Aviación Civil más estrictos y fue nombrado Taylorcraft Plus C. Después del inicio de la Segunda Guerra Mundial, la compañía desarrolló aún más el modelo como un puesto de observación aérea (AOP), pilotado por oficiales de la Real Artillería y utilizado para dirigir el fuego de artillería de las unidades de la Real Artillería del Ejército Británico .
El Plus C fue remotorizado con el motor Blackburn Cirrus Minor I y fue redesignado como Taylorcraft Plus D. La mayoría de los Plus C y D civiles fueron incorporados al servicio de la Real Fuerza Aérea, los Plus C fueron remotorizados con el Cirrus Minor I y redesignados como Plus C2.
Las pruebas anteriores a la guerra identificaron al Taylorcraft Model D como el avión más adecuado para el papel de AOP. Se compraron tres ejemplares D más de Taylorcraft y se formó una unidad de pruebas, el D Flight (Destacamento D), bajo el mando del comandante Charles Bazeley RA, en Old Sarum, el 1 de febrero de 1940. El destacamento, con tres Auster y un Stinson 105, y tres pilotos de artillería y un piloto de la RAF, se trasladó a Francia, donde se entrenó con artillería y practicó evasión de cazas con aviones Hurricane del Componente Aéreo antes de trasladarse al sur para entrenar con la artillería francesa. El destacamento no participó en los combates y se retiró sin pérdidas al Reino Unido. Sin embargo, la Oficina de Guerra encargó entonces 100 Stinson L-1 Vigilant. La formación del Mando de Cooperación con el Ejército de la RAF en diciembre de 1940 llevó a la misma a rechazar la noción misma de aviones ligeros AOP.
La intercesión del general Alan Brooke condujo a un acuerdo que llevó al primer curso de piloto de AOP para oficiales de artillería, que tuvo lugar en octubre de 1940 y, en 1941, se formó el primer escuadrón de AOP, el No 651. Los Stinson Vigilant finalmente llegaron a principios de 1942, pero la mayor parte había sufrido graves daños durante el transporte, lo que llevó a la adopción del Taylorcraft Auster 1 y a un encargo de 100 aviones. Algunos de los Stinson fueron recuperados, pero se descubrió que eran demasiado grandes para realizar el papel de AOP.
El Auster II era un avión remotorizado con un motor estadounidense Lycoming O-290 de 97 kW (130 hp). Debido a la escasez de motores estadounidenses, esa versión no se construyó, sino que dio lugar al Auster III (Model E), que era igual al Auster I, pero tenía un motor De Havilland Gipsy Major de 97 kW (130 hp). El siguiente desarrollo fue el Auster IV (Model G), que tenía una cabina un poco más grande con tres asientos y utilizaba el Lycoming O-290. La versión de producción principal fue el Auster V (Model J), que era un Auster IV con instrumentos de vuelo a ciegas y un diseño convencional más equilibrado.
Después de la guerra, el Auster Mark V se utilizó como la base del Auster J/1 Autocrat destinado al mercado civil; la empresa británica cambió su nombre a Auster y abandonó las licencias de Taylorcraft. Después de la guerra se suministraron más aviones militares; el Auster AOP.6, el Auster T.7 (un entrenador) y el Auster AOP.9.

## Historia operacional
Los Auster Mark III, IV y V se entregaron a 12 escuadrones de puestos de observación aérea (AOP) de la RAF, uno polaco y tres de la Real Fuerza Aérea Canadiense (RCAF). El primero en desplegarse fue el No. 651 Squadron de la RAF. Los elementos de avanzadilla aterrizaron en Argel el 12 de noviembre de 1942 con ocho aviones, 11 pilotos de la Real Artillería (RA), 39 soldados de la RA y 25 aviadores (en su mayoría técnicos de mantenimiento). La dotación normal de un escuadrón AOP era de 12 aviones, 19 oficiales de la RA (todos pilotos), 83 de otros rangos de la RA y 63 de la RAF, incluidos dos oficiales administrativos. Los aviones fueron equipados con el No 22 Wireless del Ejército, un equipo HF que proporcionaba comunicaciones de voz bidireccionales con unidades y formaciones de artillería en tierra.
El 31 de marzo de 1943 se disolvió el Mando de Cooperación con el Ejército, utilizándose la mayor parte de sus activos para formar la Segunda Fuerza Aérea Táctica. Cuatro escuadrones (No 651, No 654, No 655 y No 657 de la RAF) lucharon en el norte de África e Italia, a los que se les unió desde agosto de 1944 el escuadrón No 663 Polish (polaco). Los otros siete escuadrones (652, 653, 658, 659, 660, 661 y 662 de la RAF) operaron después del Día D en Francia, los Países Bajos y Alemania.
Los escuadrones No 664, No 665 y No 666 de la RCAF también recibieron los Auster Mk. IV y V, formados en el Reino Unido en RAF Andover a finales de 1944 y principios de 1945. Los escuadrones de la RCAF estaban tripulados por personal canadiense de la Real Artillería Canadiense y de la RCAF, con una breve adscripción a los escuadrones con pilotos de la Real Artillería; el control lo mantenía en el Reino Unido el 70 Group, del Mando de Caza de la RAF. Los tres escuadrones se desplegaron desde RAF Andover, Inglaterra, a los Países Bajos, a Dunkerque en Francia, donde se realizaron los últimos "disparos" canadienses en Europa, y más tarde a la Alemania ocupada. El escuadrón n.º 656 de la RAF fue asignado al 14.º Ejército y utilizó aviones Auster en Birmania, generalmente con vuelos asignados a cada cuerpo. En los teatros europeos generalmente se asignaba un escuadrón a cada cuerpo, pero estaba bajo el mando de un grupo de la RAF para cuestiones técnicas.
Los Destacamentos AOP No 16 y No 17 de la Real Fuerza Aérea Australiana operaron aviones Auster Mark III en apoyo del Ejército australiano en el Teatro del Pacífico desde octubre de 1944 hasta el final de la guerra.
Los aviones Auster AOP de la posguerra se reorganizaron en destacamentos independientes (probablemente porque la RAF usaba comandantes de ala, equivalentes a tenientes coroneles, para comandar escuadrones, mientras que el ejército insistía en el mando de un comandante), incluido el Destacamento 1903 en Corea, que tenía pilotos de artillería de varios países de la Commonwealth. En ese teatro también existía un Destacamento de Enlace, el No 1913, equipado con Auster. Los Destacamentos AOP también operaron durante la Emergencia Malaya. Varios escuadrones AOP se refundaron dentro de la Real Fuerza Aérea Auxiliar en 1949 y operaron algunos AOP.5, AOP.6 y AOP.9 hasta al menos marzo de 1957, cuando se disolvió la Fuerza Aérea Auxiliar. Todas las unidades AOP de Auster fueron transferidas al Cuerpo Aéreo del Ejército (AAC) cuando se formó en septiembre de 1957, y los escuadrones AAC usaron números que comenzaban por 651. Las funciones de observación aérea, contrainsurgencia y evacuación de víctimas realizadas por los Auster y aviones ligeros similares fueron asumidas generalmente por helicópteros ligeros a partir de mediados de los años 60.
Varios Taylorcraft Auster formaron, junto con otros aviones ligeros civiles, parte del equipamiento inicial del Sherut Avir, formado en noviembre de 1947 como componente aéreo de la organización paramilitar judía Haganá, que luego pasó a formar parte de la Fuerza Aérea de Israel. Fueron complementados a principios de 1948 por seis Auster ex-RAF que habían sido ensamblados a partir de células de 25 aviones comprados como chatarra. Estos aviones formaron el núcleo de la fuerza aérea de Israel en la primera parte de la guerra árabe-israelí de 1948, y se utilizaron para realizar misiones de reconocimiento y reabastecimiento, al tiempo que se utilizaron para lanzar bombas caseras contra las fuerzas árabes.

## Variantes

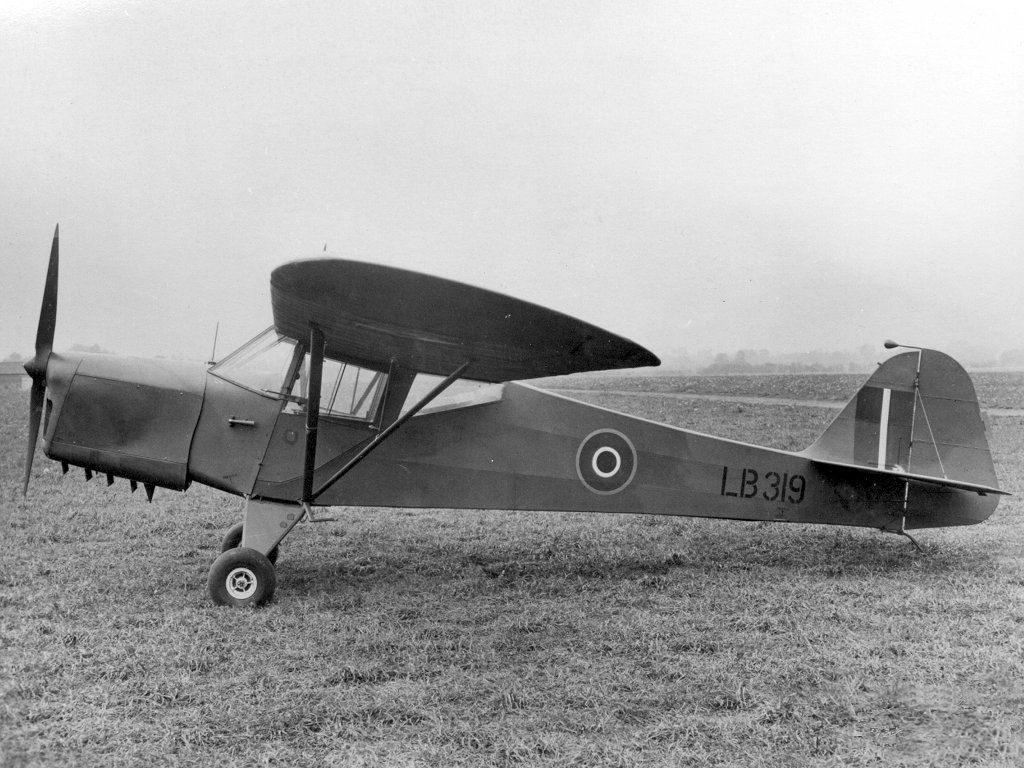
Auster III.

Plus C
Versión civil original con motor Lycoming O-145-A2, 23 construidos (un prototipo y 22 aviones de producción).
Plus C2
Plus C remotorizado con un Cirrus Minor I de 67 kW (90 hp) para la Real Fuerza Aérea, 20 conversiones.
Plus D
Plus C con motor Cirrus Minor I de 90 hp, nueve construidos.
Auster I (Model D1)
Versión militar del Plus C, 100 construidos.
Auster II (Model F)
Auster I con motor Lycoming O-290, dos construidos, luego convertidos en Auster III.
Auster III (Model E)
Auster I con motor De Havilland Gipsy Major, dos prototipos convertidos desde Model F y 467 construidos nuevos.
Auster IV (Model G)
Versión de tres asientos con motor Lycoming O-290-3/1 HO, 253 construidos.
Auster V (Model J)
Auster IV con instrumentos de vuelo a ciegas (bomba de vacío) y modificación de flaps, y placa de blindaje desmontable instalada sólo para el piloto, 791 construidos.
Auster Model H
Planeador de entrenamiento biplaza en tándem experimental convertido a partir de un Taylorcraft B.

## Operadores

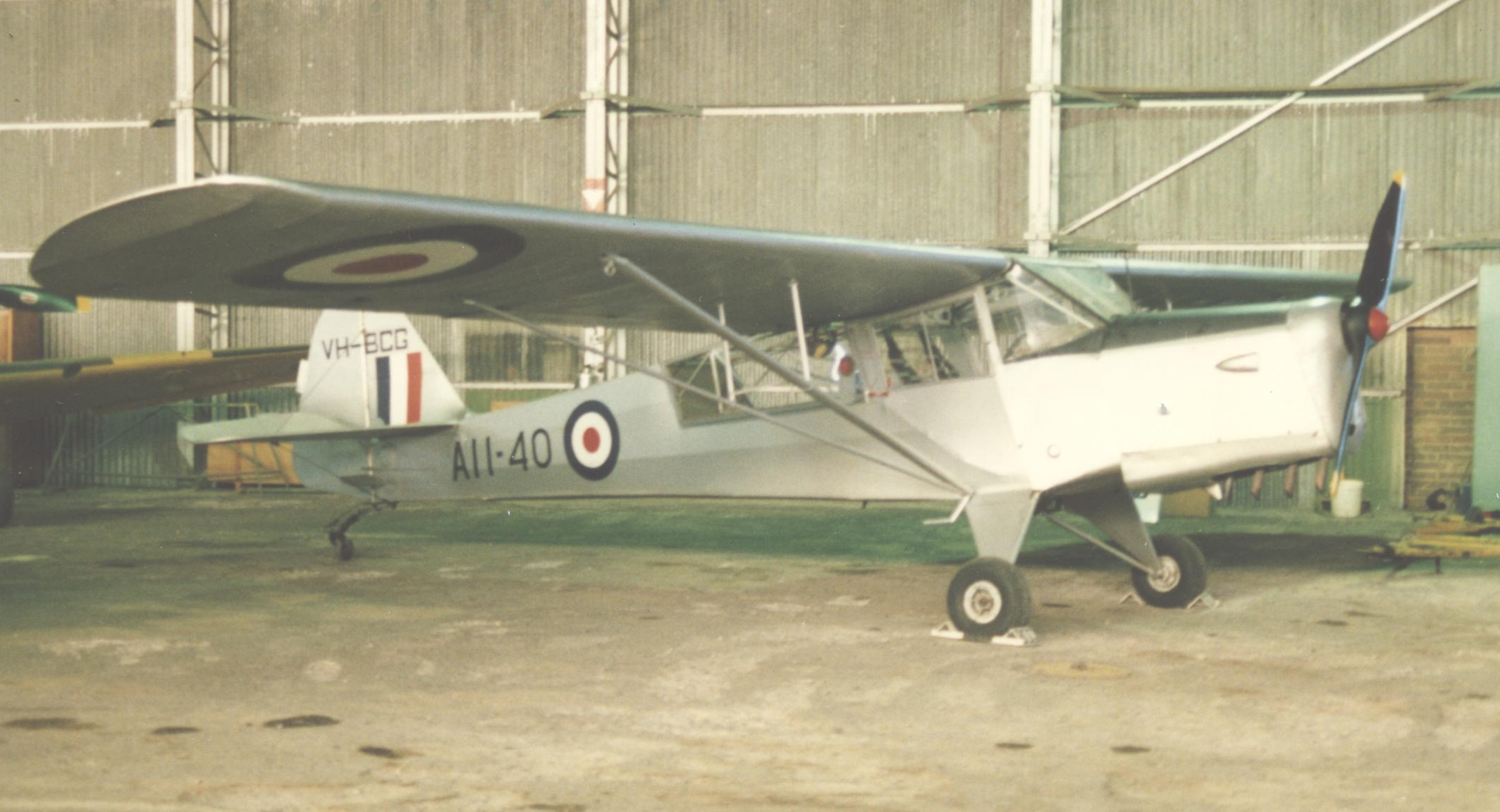
Auster III la Real Fuerza Aérea Australiana en el RAAF Museum, Point Cook, Victoria, en marzo de 1988.

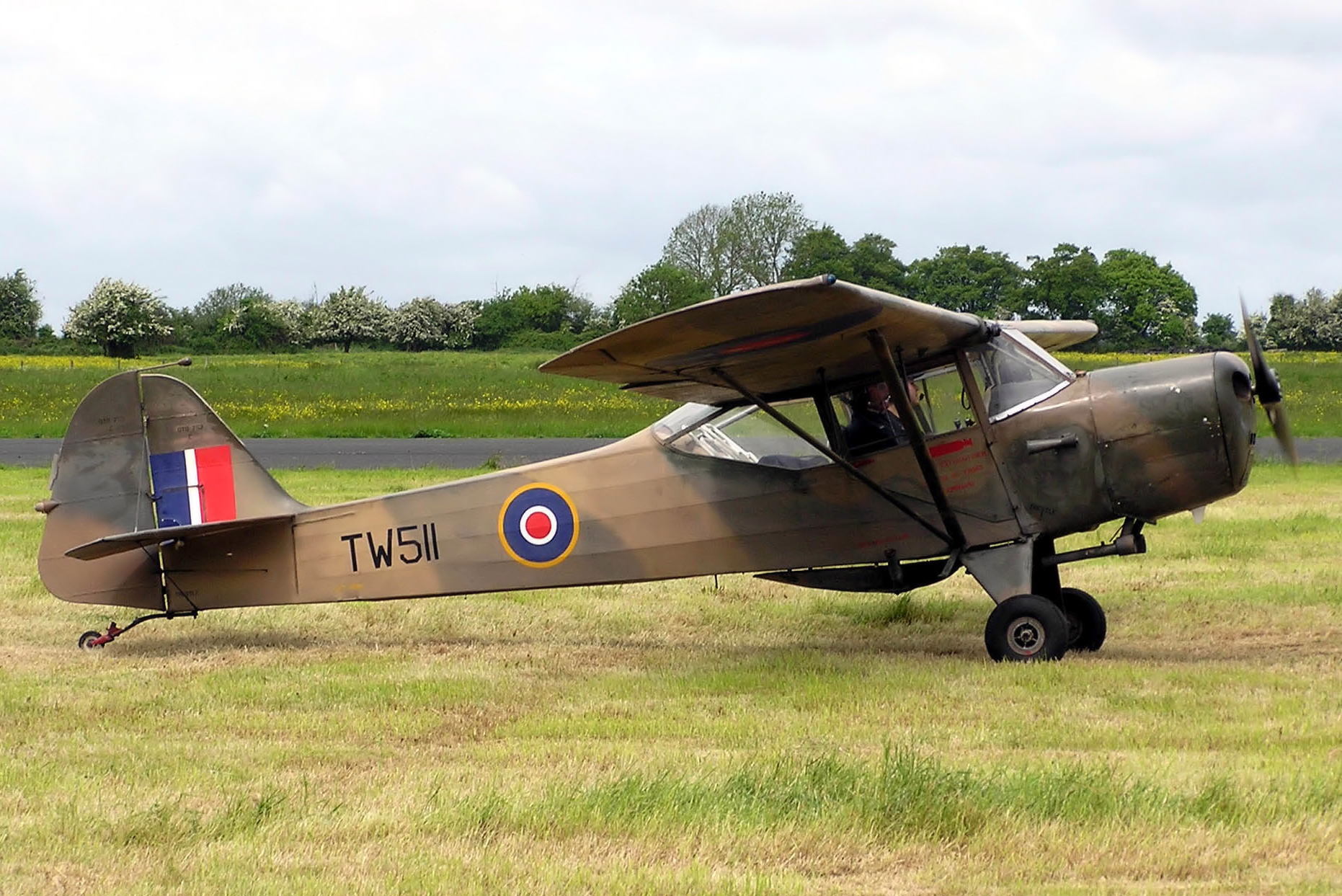
Un Auster de la Real Fuerza Aérea.

### Militares
Australia
- Real Fuerza Aérea Australiana:[8] 56 Auster III.
- Marina Real Australiana[8]

 Birmania
- Fuerza Aérea de Birmania: posguerra.

 Canadá
- Real Fuerza Aérea Canadiense
- Ejército canadiense: posguerra.

 Checoslovaquia
- Fuerza Aérea Checoslovaca : tres Auster III, en servicio desde 1945 hasta 1948.

 Grecia
- Fuerza Aérea Helénica: posguerra, 20 Auster III.

 Hong Kong
- Real Fuerza Aérea Auxiliar Real de Hong Kong: posguerra.

 Indonesia
- Fuerza Aérea de Indonesia: aviones ex holandeses.

 Israel
- Fuerza Aérea Israelí

 Jordania (Transjordania)
- Legión Árabe
- Real Fuerza Aérea Jordana

 Libia
- Fuerza Aérea Libia

 Noruega
- Real Fuerza Aérea Noruega exiliada en el Reino Unido: nueve aviones en servicio entre 1944 y 1945. Utilizados por los escuadrones No 331 Norwegian y No 332 Norwegian como avión de comunicaciones.

 Países Bajos
- Real Fuerza Aérea de los Países Bajos
- Marina Real de los Países Bajos
  - Servicio de Aviación Naval Holandés
- Fuerza Aérea del Ejército Real de las Indias Orientales de los Países Bajos: posguerra.

 Pakistán
- Fuerza Aérea de Pakistán: posguerra.
- Ejército de Pakistán: aviones ex Fuerza Aérea de Pakistán.
  - Cuerpo de Aviación del Ejército de Pakistán

 Polonia 
- Fuerza Aérea Polaca exiliada en Gran Bretaña
  - 663 Polski Szwadron Powietrznych Punktów Obserwacyjnych (1944-1946)

 Reino Unido
- Ejército británico
  - Cuerpo Aéreo del Ejército
- Real Fuerza Aérea

 Sudáfrica
- Fuerza Aérea Sudafricana

## Supervivientes
| Matrícula | Ubicación geográfica                     | Ubicación institucional                                               | Historia | Foto                                 |
| --------- | ---------------------------------------- | --------------------------------------------------------------------- | --- | ------------------------------------ |
| NJ695     | Lee on el Solent, Hampshire, Reino Unido | The Historic Aircraft Hanger, "Bellman 4", aeropuerto de Solent, EGHF | Auster Mk. IV, construido en 1943 y desplegado en Francia en julio de 1944. Fue operado por el escuadrón 661 en Europa hasta que se disolvió el mismo. Desmontado y "civilizado" por Taylorcraft England, fue vendido a una escuela de vuelo en East Anglia en 1948, luego a un club de paracaidismo francés en 1958, antes de regresar al Reino Unido en 1973. Actualmente en condiciones de vuelo, está previsto que la restauración a la aeronavegabilidad total se complete en 2024. | NJ695 Auster Mk.IV                   |
| TW384     | Rakovník, Chequia                        | Aeropuerto de Rakovnik, LKRK                                          | Auster Mk. V, C/N 1753, a la 20 MU de Aston Down el 31.08.45. Al CS(A) en el A&AEE, Boscombe Down, el 12.09.46 (para reemplazar al TW513 para fotografía de cortinas de humo y tareas de comunicaciones). Al 20 MU de Aston Down el 13.07.48. Al escuadrón 1960 Flt/661, Kenley 19.05.49; con código 'RCE-D'. Al 19 MU de St Athan el 20.09.51. Vendido en 1953. Operado por Channel Airways de 1954 a 1974 como G-ANHZ. Vendido a Suiza en 1995 como HB-EZJ y completamente restaurado en Suiza a su estado original. Desde 2022, OK-BTA, propiedad privada de Jiri Hruska. |                                      |
| MS980     | Niederöblarn, Austria                    | Aeropuerto de Niederöblarn                                            | Auster Mk. V construido en febrero de 1944 como MS980, destinado al "Vuelo C" del Escuadrón 661 el 15.06.1944; transferido al Escuadrón 652 el 04.12.1945, liberado al Escuadrón 663 de la Real Fuerza Aérea Auxiliar el 08.11.1949; almacenado por excedente el 03.03.1954; "civilizado" como G-ANGW y vendido al Austrian Flying Club "Fliegerclub Wien Aspern", registrado desde entonces en Austria como OE-AAT. Se vendió al Fliegerclub Fürstenfeld en 1964, se retiró de los vuelos en 1984 y se almacenó a largo plazo hasta 2004. Ahora restaurado a la configuración original auténtica de fábrica del Día D de la Segunda Guerra Mundial de la RAF, incluido el camuflaje, entre 2006 y 2012, por Erich y Matthias Lemmerer; aeronave con base en Austria. | Austrian based MS980 Auster A.O.P. V |

## Especificaciones (Auster V)
Referencia datos: British Warplanes of World War II y British Aircraft of World War II

### Características generales
- Tripulación: Uno (piloto)
- Capacidad: 2 pasajeros
- Longitud: 6,8 m (22,4 ft)
- Envergadura: 11 m (36 ft)
- Altura: 2,4 m (8 ft)
- Superficie alar: 15,5 m² (167 ft²)
- Peso vacío: 499 kg (1099,8 lb)
- Peso máximo al despegue: 839 kg (1849,2 lb)
- Planta motriz: 1× motor bóxer de 4 cilindros refrigerado por aire Lycoming O-290-3.
  - Potencia: 97 kW (134 HP; 132 CV)
- Hélices: Bipala

### Rendimiento
- Velocidad máxima operativa (Vno): 209 km/h (130 MPH; 113 kt)
- Velocidad de entrada en pérdida (Vs): 51 km/h (32 MPH; 28 kt)
- Alcance: 402 km (217 nmi; 250 mi) o 740 km con depósito de largo alcance instalado
- Carrera de despegue: 28 m

## Aeronaves relacionadas

### Desarrollos relacionados
- Taylorcraft B

### Aeronaves similares
- Fieseler Fi 156
- Piper Cub
- Stinson L-1 Vigilant
- Stinson L-5 Sentinel
- Taylorcraft L-2
- Polikarpov Po-2

### Secuencias de designación
- Secuencia K-_ (aviones de enlace de la Fuerza Aérea Checoslovaca): K-60 - K-61 - K-62 - K-65 - K-68 →